# Monkee Bizniz Vol. 3
Monkee Bizniz Vol. 3 è il quattordicesimo mixtape del rapper italiano Bassi Maestro, autoprodotto e pubblicato nel 2007.

## Tracce
1. Intro di Bassi Maestro
2. Homo Shit / Real Shit di Bassi Maestro
3. Chiama la volante di Jack the Smoker feat. Killa Mazi & Nasty G
4. È inutile di Meddaman
5. In caserma di Ape feat. Vacca
6. Amico del Synth Yo Remix di Bassi Maestro feat. Supa & Phra
7. È il momento Remix di Ghemon Scienz
8. GF Worldwide 07 Remix di Mike Samaniego feat. Santo Trafficante
9. Non cambio mai 07 Remix di Bassi Maestro
10. Il capo della zona sud est di Asher Kuno
11. Periferia di Babaman
12. Spaccatutto Remix di Unlimited Struggle feat. Mista & Giuann
13. DSS (Dirty South Suissa) di Metrostars
14. Tutto cambierà di Ciacca
15. Rispetto di Lickers
16. Sotto zero di MDT
17. Gira come gira di Blunt Brothers (Yoshi & Ibbanez)
18. Lucidi di Jack the Smoker
19. Bodyrock di Amir
20. Parlami di te di Franco feat. Mista
21. So il fatto mio di Sano Business
22. Cosa vuoi da me di Pula+
23. Outro di Rido MC